# پترونت ال‌ان‌جی
پترونت ال‌ان‌جی (انگلیسی: Petronet LNG) شرکت نفت و گاز هندی است، که در سال ۱۹۹۸ تأسیس شد.